# Айболит (сказка)
«Айболит» — детская сказка в стихах Корнея Чуковского, одно из наиболее знаменитых детских сочинений автора. Опубликована в 1929 году.

## Сюжет
Доктор Айболит отправляется в Африку, на реку Лимпопо, чтобы лечить заболевших зверей. В пути ему помогают волки, кит и орлы. В результате самоотверженной 10-дневной работы Айболит успешно вылечивает всех больных, причём в качестве лекарственных средств фигурируют, в частности, шоколад и гоголь-моголь.

## Экранизации
В советское время было снято несколько мультипликационных экранизаций стихотворной сказки.
| Год       | Название           | Режиссёр                              | Озвучивание роли Айболита | Примечания                                                                                                |
| --------- | ------------------ | ------------------------------------- | ------------------------- | --- |
| 1939      | Лимпопо            | Леонид Амальрик, Владимир Полковников | Андрей Тутышкин           | |
| 1973      | Айболит и Бармалей | Наталия Червинская                    | Гарри Бардин              | Мультфильм по мотивам двух сказок Корнея Чуковского — «Айболит» и «Бармалей».                             |
| 1984—1985 | Доктор Айболит     | Давид Черкасский                      | Зиновий Гердт             | Мультипликационный сериал по мотивам нескольких произведений Корнея Чуковского, включая сказку «Айболит». |

## Прочее
Помимо стихотворной сказки, есть прозаическая повесть-сказка «Доктор Айболит», написанная по мотивам романа Хью Лофтинга «Доктор Дулиттл».